# Ed Gilbert
Ed Gilbert, nato Edmund Francis Giesbert (Chicago, 29 giugno 1931 – Beverly Hills, 8 maggio 1999), è stato un doppiatore e attore statunitense.

## Filmografia parziale

### Doppiatore
Cinema
- Transformers - The Movie (The Transformers: The Movie) (1986)
- G.I. Joe: The Movie (1987)
- BraveStarr: The Movie (1988)
- Asterix e la grande guerra (Astérix et le coup du menhir) (1989) - versione inglese
- La sirenetta (The Little Mermaid) (1989)
- Bianca e Bernie nella terra dei canguri (The Rescuers Down Under) (1990)
- Tom & Jerry - Il film (Tom and Jerry: The Movie) (1992)
- Batman - La maschera del Fantasma (Batman: Mask of the Phantasm) (1993)
- Pagemaster - L'avventura meravigliosa (The Pagemaster) (1994)
- Scooby-Doo e l'isola degli zombie (Scooby-Doo on Zombie Island) (1998)

Televisione
- Transformers (The Transformers) - 27 episodi (1985-1986)
- G.I. Joe: A Real American Hero - 22 episodi (1986)
- Centurions - 65 episodi (1986)
- Rambo (Rambo: The Force of Freedom) - 18 episodi (1986)
- Che papà Braccio di Ferro (Popeye and Son) - 13 episodi (1987)
- BraveStarr - 62 episodi (1987-1988)
- Scooby-Doo e il lupo mannaro (Scooby-Doo and the Reluctant Werewolf) - film TV (1988)
- Il cucciolo Scooby-Doo (A Pup Named Scooby-Doo) - 13 episodi (1988)
- G.I. Joe - 19 episodi (1990-1991)
- Toxic Crusaders - 13 episodi (1991)
- TaleSpin - 66 episodi (1990-1991)
- Peter Pan and the Pirates - 21 episodi (1990-1991)
- James Bond Junior (James Bond Jr.) - 10 episodi (1991)
- The Adventures of Don Coyote and Sancho Panda - 33 episodi (1990-1993)
- 4 tatuaggi per un super guerriero (Tattooed Teenage Alien Fighters from Beverly Hills) - 40 episodi (1994-1995)
- Aladdin - 16 episodi (1994-1995)
- Iron Man - 14 episodi (1994-1995)
- Capitan Planet e i Planeteers (Captain Planet and the Planeteers) - 12 episodi (1993-1996)
- The Tick - 9 episodi (1994-1996)
- Spider-Man - L'Uomo Ragno (Spider-Man) - 4 episodi (1996-1997)
- Zorro (快傑ゾロ) - 26 episodi (1997-1998)
- The Fantastic Voyages of Sinbad the Sailor - 26 episodi (1996-1998)

### Attore
Cinema
- Le ultime 36 ore (36 Hours), regia di George Seaton (1965)
- E Johnny prese il fucile (Johnny Got His Gun), regia di Dalton Trumbo (1971)

Televisione
- The Gallant Men – serie TV, episodio 1x22 (1963)
- Combat! - 4 episodi (1963-1964)
- Gli inafferrabili (The Rogues) - 3 episodi (1965)
- Ben Casey - 4 episodi (1966)
- L'anello del mistero (The Norliss Tapes) - film TV (1973)
- Sulle strade della California (Police Story) - 4 episodi (1973-1976)
- Nel tunnel dei misteri con Nancy Drew e gli Hardy Boys (The Hardy Boys/Nancy Drew Mysteries) - 28 episodi (1977-1979)
- General Hospital - 3 episodi (1982)